# 6688 Donmccarthy
6688 Donmccarthy este un asteroid din centura principală, descoperit pe 2 martie 1981, de Schelte Bus.